# Unió Valldostana Progressista
Unió Valldostana Progressista (Union Valdôtaine Progressiste, UVP) fou un partit polític de la Vall d'Aosta d'inspiració social-demòcrata. Fou creat el 1973 d'una escissió d'Unió Valldostana i a les eleccions regionals de la Vall d'Aosta de 1973 va obtenir 4.707 vots (6,73%) i dos escons. A les regionals de 1978 va baixar al 3% i només un escó, raó per la qual a les de 1983 es presentà amb els Demòcrates Populars, obtenint el 10,43% i 4 escons. Els dos partits s'uniren el 1984 per a formar Autonomistes Demòcrates Progressistes.